# Beatles for Sale
| Recensione         | Giudizio |
| ------------------ | -------- |
| AllMusic           | [ 7 ]    |
| ConsequenceOfSound | A-       |
| Pitchfork          | [ 9 ]    |
| Piero Scaruffi     | [ 10 ]   |

Beatles for Sale è il quarto album in studio del gruppo musicale britannico The Beatles pubblicato nel 1964 dalla Parlophone e prodotto da George Martin.

## Storia
La lavorazione dell'album, registrato nelle pause fra le lunghe ed estenuanti tournée che videro il quartetto impegnato per tutto il 1964, incominciò appena un mese dopo la pubblicazione del precedente A Hard Day's Night. A differenza di quest'ultimo, l'album include numerose cover a compensare la mancanza di materiale originale sufficiente a riempire un nuovo LP. Pur considerando che si tratta del quarto album del gruppo in soli due anni, esso viene generalmente considerato dalla critica come il meno interessante nella discografia dei quattro di Liverpool. Fu pubblicato una settimana dopo il singolo I Feel Fine/She's a Woman.

## Copertina
L’immagine della copertina del fotografo Robert Freeman che ritrae i Beatles in un’atmosfera autunnale dà luogo a due diverse interpretazioni. C’è chi li vede sfiniti per i ritmi frenetici che compromettevano la loro capacità creativa. E chi invece considera che la foto rappresenti la transizione che in quel momento il gruppo stava attraversando verso una maggiore consapevolezza musicale e compositiva.

## Brani

### No Reply
Apre l'album una composizione di John Lennon ispirata, per ammissione dello stesso autore, al brano Silhouettes portato al successo nel 1957 dal quartetto dei Rays. Paul ricorda di essere intervenuto per aiutare John a completare la canzone concorrendo all'elaborazione della terza strofa e del middle eight.
Il testo ripercorre alcuni dei tratti distintivi di John, in particolare il senso di abbandono e la sindrome del rifiuto. Musicalmente, è accompagnata dalla chitarra ritmica acustica (come acustica è anche la chitarra di George), la voce di Lennon è manipolata con effetti eco in fase di missaggio.
La registrazione, effettuata nella seduta serale del 30 settembre 1964, richiese otto take che videro fra l'altro i battiti di mani di tutti e quattro i membri del gruppo e il pianoforte di George Martin.

### I'm a Loser
Di nuovo Lennon in un pezzo inequivocabilmente personale, un autoritratto. Su questo brano avrebbe detto infatti John: «Ho sempre scritto di me quando ne ho avuto la possibilità […] Mi interessa la musica che parla in prima persona».
Con un titolo emblematico dell'amaro pessimismo lennoniano, I'm a Loser – registrata in otto take il 14 agosto – viene messa in relazione alle successive Help! e Nowhere Man in quanto le tre composizioni costituiscono sotto il profilo emotivo ed esistenziale una richiesta di soccorso da parte di John. Il testo, abbozzato durante la sua permanenza a Parigi, risente dei testi di Bob Dylan, che in quel periodo era oggetto di attenta analisi – oltre che di grande apprezzamento – da parte dei Beatles e in particolare di Lennon.

### Baby's in Black
Primo pezzo scritto ad appena un mese dalla pubblicazione dell'album A Hard Day's Night, venne composto congiuntamente da McCartney e Lennon nella casa di quest'ultimo a Kenwood, dove i due si trovarono con l'intenzione di produrre qualcosa di bluesy. La musa ispiratrice del brano è da molti considerata Astrid Kirchherr, l'affascinante artista tedesca divenuta loro amica nel periodo di Amburgo, qui rappresentata in lutto per la morte di Stu Sutcliffe.
Il motivo del brano e il suo primo verso ricalcano una vecchia melodia folk, Oh Dear, What Can the Matter Be, Johnny’s So Long at the Fair. Il tempo è in 3/4, allora innovativo per i moduli compositivi del gruppo, e il pezzo venne considerato così convincente che in seguito nei concerti dal vivo Baby's in Black sarebbe stato eseguito come terzo pezzo in scaletta dopo Rock and Roll Music e Long Tall Sally.
L'apertura con le note di George Harrison lascia spazio alla linea vocale che, altro elemento di novità, viene interamente cantata a due voci dagli autori. Il pezzo fu registrato l'11 agosto in quattordici take delle quali solo cinque erano complete. In quell'occasione, Harrison volle prendere l'iniziativa – scavalcando il produttore George Martin – di scegliere le modalità tecniche e sonore del breve assolo iniziale. Fu la prima volta che il gruppo mostrò di voler assumere il controllo della propria produzione artistica.
Nel 1984 il brano fu riproposto in una cover di Elvis Costello.

### Rock and Roll Music

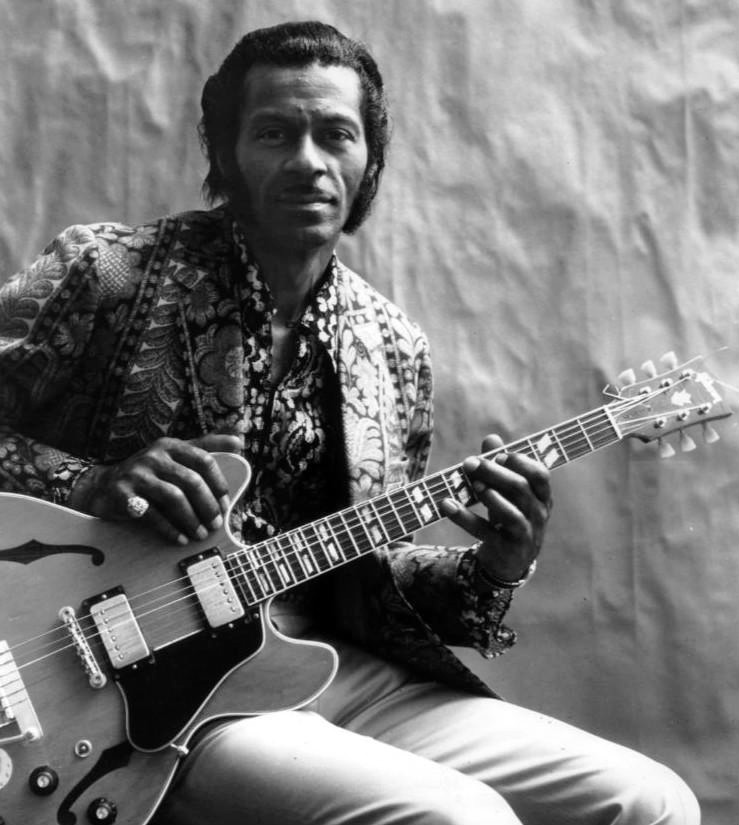
Chuck Berry (1972)

Dopo Roll over Beethoven, inclusa nel secondo album With the Beatles, Rock and Roll Music è un altro doveroso omaggio a Chuck Berry, nei cui confronti i Beatles sentivano un grosso debito artistico, considerandolo uno dei pilastri della loro formazione musicale. I pezzi di Berry – assieme a quelli di Elvis Presley – erano i più apprezzati dal gruppo e quelli riproposti più di frequente nei loro concerti live.
Poiché il brano era da tempo nella scaletta delle esibizioni dal vivo, i Beatles avevano acquisito grande familiarità con l'esecuzione e pertanto fu necessaria una sola prova per raggiungere il risultato finale, che ha il sapore “da palco”. La performance del gruppo è notevole, tale da superare in potenza la stessa versione originale. Particolarmente contagiosa la prova vocale di Lennon, che coinvolse George Martin in una energica linea pianistica di rock’n’roll.

### I'll Follow the Sun

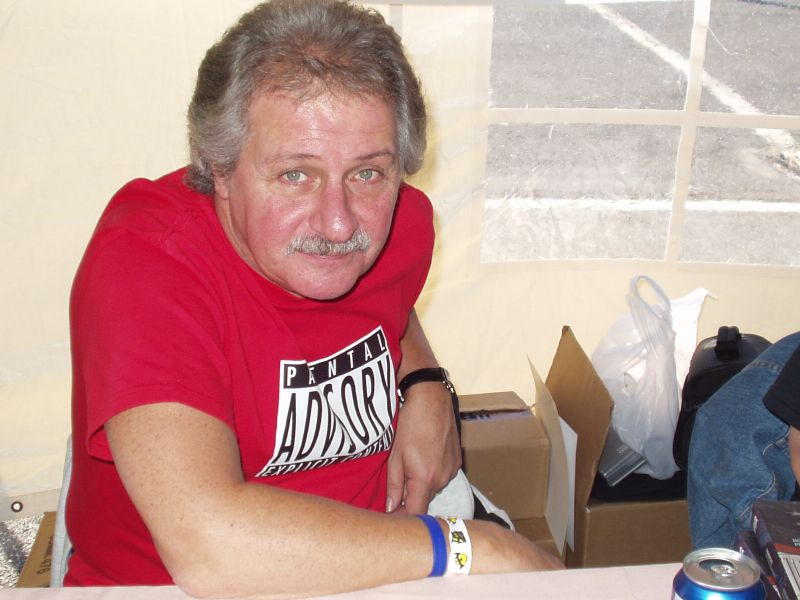
Pete Best (2005)

La canzone fu composta da Paul McCartney nel 1959, quando ancora l'autore abitava in Forthlin Road. L'anno successivo, nel bagno di casa McCartney il brano venne inciso dal gruppo su un registratore a nastro, in un demo contenente altri sedici pezzi fra i quali Hello Little Girl e One after 909, assieme a successi di Eddie Cochran, Carl Perkins, Fats Domino, Elvis Presley e Gene Vincent. Secondo quanto ricorda Pete Best, l'autore eseguiva il pezzo al pianoforte come intermezzo fra due spettacoli almeno dal 1960, eppure solo quattro anni dopo, a causa della mancanza di materiale di loro produzione, i Beatles decisero di recuperarlo per rimpolpare l'album. Il middle eight della versione originaria fu trasformato radicalmente, il tempo del pezzo fu rallentato e venne rimossa la coda che originariamente ripeteva per tre volte il verso “but tomorrow may rain so, I'll follow the sun”.
I'll Follow the Sun venne registrata il 18 ottobre in otto sessioni, di cui l'ultima fu considerata la migliore e fu anche l'unica a presentare l'assolo centrale eseguito con la chitarra elettrica, in luogo della chitarra acustica delle precedenti. Le ovattate percussioni che segnano il tempo sono ottenute da Ringo Starr schiaffeggiando le proprie cosce, con un microfono posizionato fra le ginocchia.

### Mr. Moonlight
Le cover che il gruppo incise per Beatles for Sale facevano tutte parte del repertorio dei concerti e perciò la loro esecuzione in sala di registrazione era generalmente piuttosto rapida e agevole. Mr. Moonlight in questo senso costituisce un'eccezione. Le prime quattro take furono registrate il 14 agosto: ci sono già l'incipit vocale di Lennon e i tamburi africani (suonati da Harrison), ma la sezione mediana strumentale è eseguita dalla chitarra. La versione non si dimostrò soddisfacente e la canzone venne lasciata riposare; fu ripresa per un rifacimento dopo ben due mesi, il 18 ottobre, in otto take che videro, fra l'altro, l'inserimento dell'assolo di organo Hammond suonato da Paul McCartney, al posto di quello di chitarra della precedente versione.
L'originale era stato composto da Roy Lee Johnson ed eseguito nel 1962 da Willie Perryman, musicista statunitense a quei tempi noto come Dr Feelgood and the Interns, formazione semisconosciuta al grande pubblico, ma non agli addetti ai lavori – nel 1966 la loro Bald Headed Lena sarebbe stata ripresa dai The Lovin' Spoonful di John Sebastian. La versione di Beatles for Sale è uno dei brani meno apprezzati in tutto il repertorio dei Beatles.

### Kansas City/Hey-Hey-Hey-Hey!

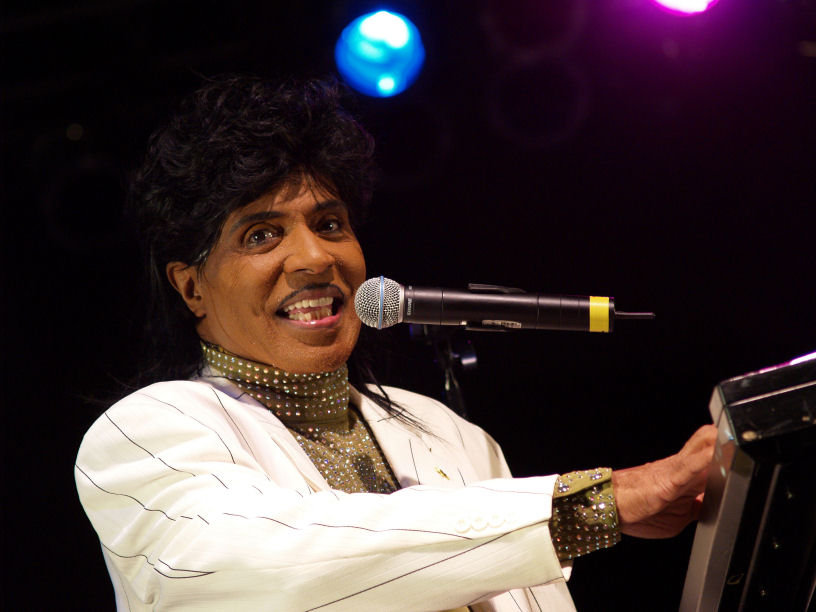
Little Richard (2006)

Un altro omaggio al rock’n’roll d'oltreoceano. Little Richard aveva composto e inciso nel 1956 il pezzo Hey-Hey-Hey-Hey!, ma dal 1959 lo aveva fuso in un medley assieme a Kansas City. Quest'ultimo brano era stato scritto nel 1951 da Mike Stoller e Jerry Leiber, e inciso nel 1952 da Little Willie Littlefield con il titolo Kansas City Loving.
Nel 1962 i Beatles avevano suonato ad Amburgo con Little Richard e successivamente in Inghilterra come gruppo di spalla nel tour europeo del musicista statunitense, e attraverso questi incontri Paul McCartney imparò l'urlo tipico di Richard. Ma ben prima di allora il medley era nel repertorio dei concerti dei Beatles. Venne poi accantonato nel 1963 e ripreso l'anno successivo, in occasione di una esibizione del gruppo a Kansas City, qualche settimana prima di essere registrato in studio.
Il 18 ottobre, i quattro si ritrovarono in sala di incisione e, forti della confidenza che avevano con l'esecuzione del pezzo, lo registrarono in un fiato tanto che dei due nastri di prova il migliore fu considerato proprio il primo. Il critico Mark Lewisohn sostiene che all'incisione contribuì anche George Martin al piano, «a stento udibile». La carica di energia con cui i Beatles eseguirono il medley, l'assolo di George e in particolare la voce graffiante di Paul fecero dell'esecuzione una delle cover meglio riuscite nella carriera dei Beatles.

### Eight Days a Week
Il titolo del brano d'apertura del lato B dell'album è dovuto, secondo una testimonianza di Paul McCartney, a una buffa espressione di uno degli autisti di cui si serviva il musicista, che con quelle parole intendeva lamentarsi degli estenuanti ritmi di lavoro. Altre fonti accreditano la frase a Ringo Starr, non nuovo a divertenti bisticci di parole (come ad esempio il celebre «a hard day's night»), il quale avrebbe coniato quell'espressione surreale col medesimo intento attribuito all'autista di Paul.
Eight Days a Week è il primo pezzo nella storia del rock a presentare una dissolvenza in apertura e non, come avveniva comunemente, in coda. La registrazione richiese l'intera sessione pomeridiana e quella serale del 6 ottobre. Paul si presentò infatti in studio con la canzone abbozzata, senza introduzione né middle eight, e in sala il gruppo cominciò a incidere dei nastri di prova con sistemazioni e aggiunte per completare il brano. Una volta eletta la sesta take come buona, si procedette con altre sette per fissare la voce di John (benché la composizione fosse di Paul e generalmente nel gruppo all'autore del pezzo veniva affidata anche la voce solista). Il 18 dello stesso mese ebbero luogo altre due registrazioni per la conclusione del brano, mentre il fade in venne elaborato nella sala di controllo dello Studio 2 in fase di remixaggio.
Paul McCartney sperava che la sua composizione fosse pubblicata come singolo, e le sue aspettative durarono finché John non propose I Feel Fine che si dimostrò subito superiore scalzando il pezzo di Paul. Come in diversi altri casi, in seguito John – nonostante la sua convincente prova vocale – sminuì il brano, tacciandolo di affettazione e frivolezza.

### Words of Love

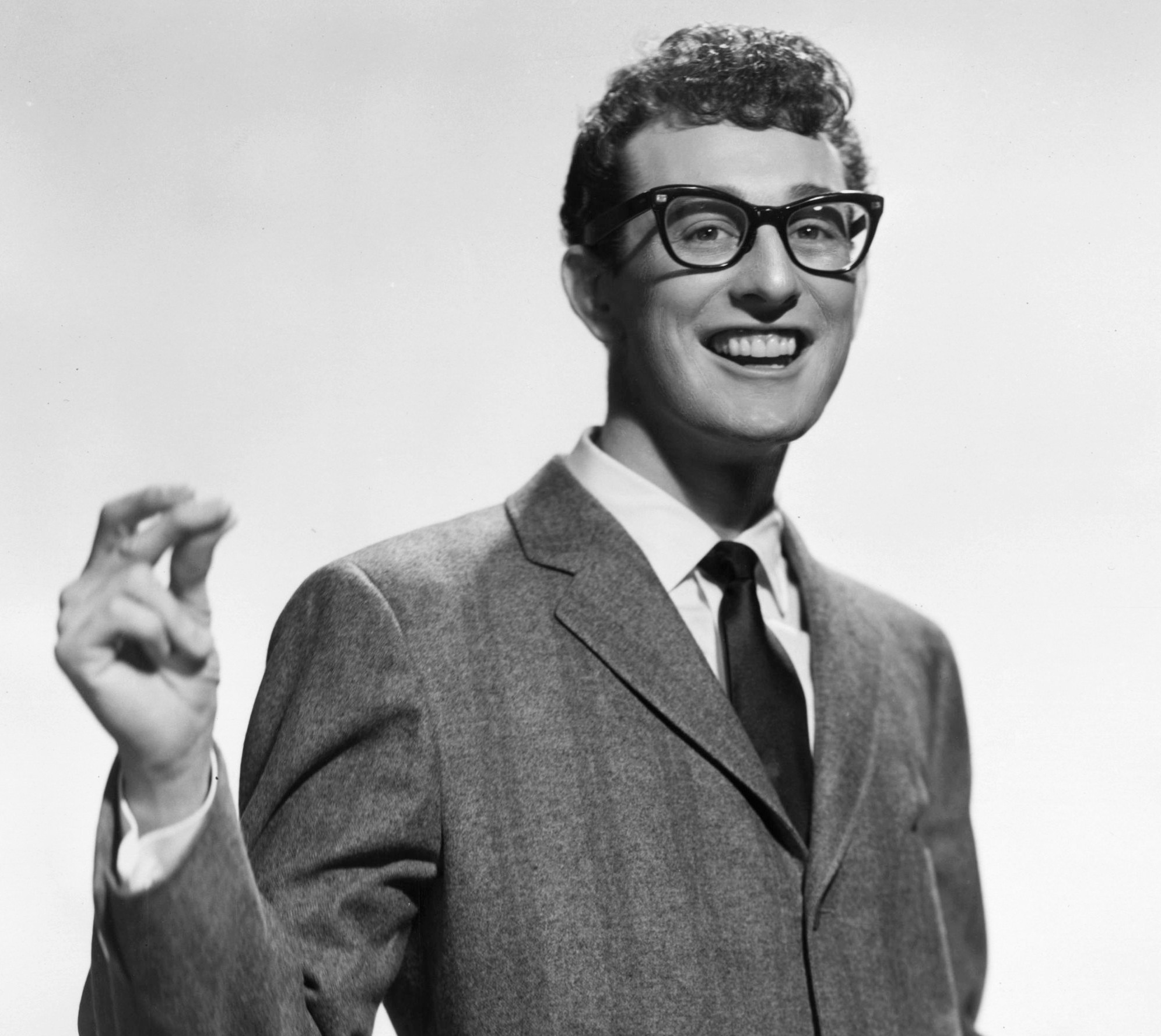
Buddy Holly

Buddy Holly, scomparso nel 1959 in un incidente aereo, aveva significativamente influenzato – assieme a Chuck Berry ed Elvis Presley – la formazione musicale dei Beatles. Tale era la considerazione di Buddy Holly che, nella loro carriera, i Beatles eseguirono in totale più di dieci pezzi dell'artista americano. Oltre all'aspetto strettamente musicale, il gruppo ammirava il fatto che, a differenza di Presley, le canzoni che Holly interpretava erano di sua composizione. E in ultimo, sotto il profilo estetico, con i suoi occhiali pesanti aveva guadagnato le simpatie di John Lennon, confermando al Beatle che era possibile sfondare nel mondo del rock’n’roll pur essendo miopi e occhialuti.
Non poteva quindi mancare un omaggio anche al cantante statunitense. Words of Love, pubblicata da Holly nel 1957, faceva parte del repertorio dei Beatles dal 1958 e nei concerti live era cantata da John e George. Il pezzo era ben rodato, e perciò tre nastri in tutto furono sufficienti per giungere alla versione definitiva, nella seduta che ebbe luogo il 18 ottobre. Divergono le opinioni di chi sia stato il partner vocale di Lennon. C'è chi sostiene, a dispetto delle indicazioni ufficiali, che fu George a cantare assieme a John. Altri affermano che fosse Paul McCartney.

### Honey Don't

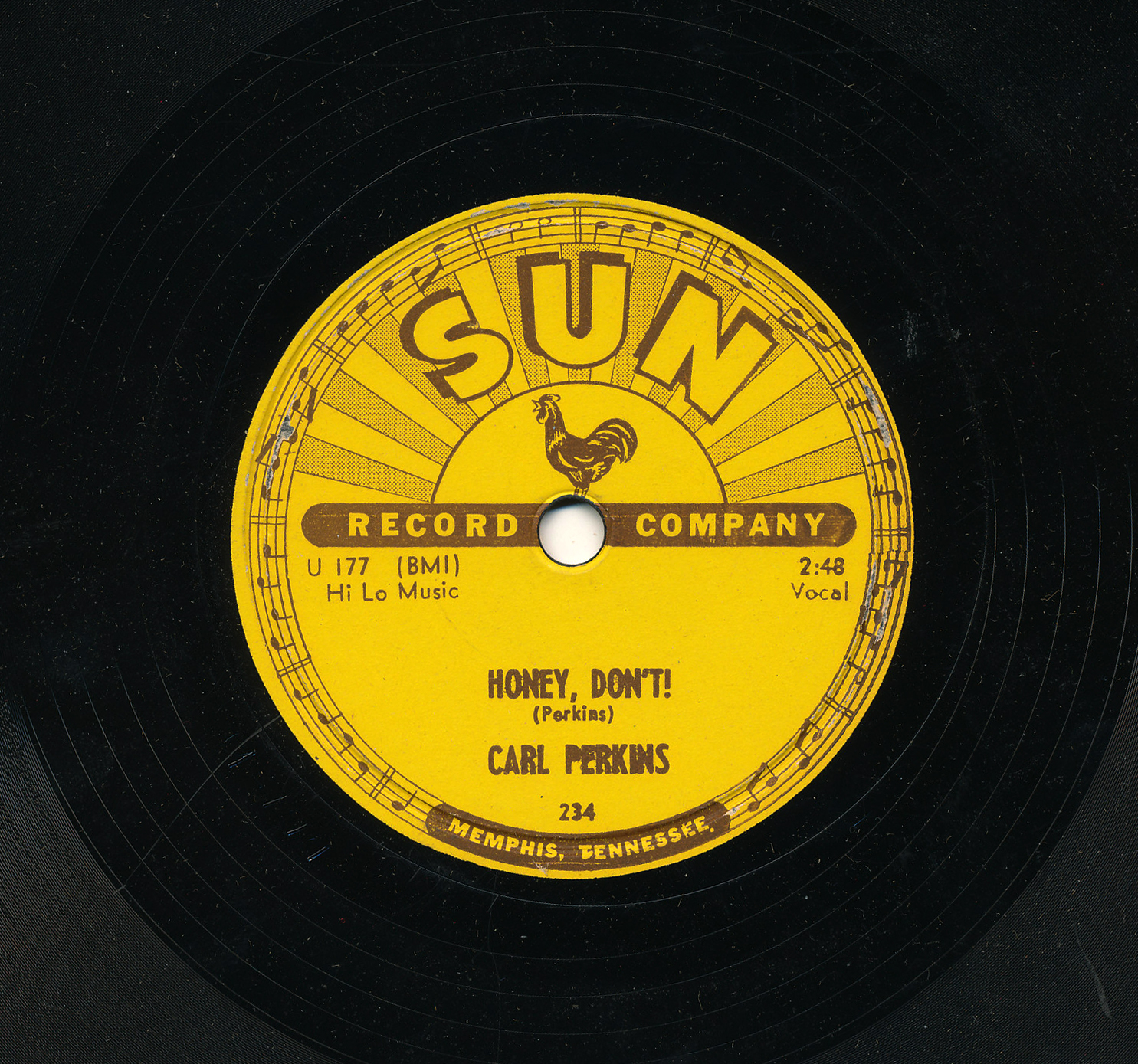
Il disco della versione di Carl Perkins

Altra cover, stavolta tratta dal repertorio del musicista statunitense Carl Perkins, soprannominato in patria The King of rockabilly. L'originale, pubblicata il 1º gennaio 1956, era il lato B della celebre Blue Suede Shoes, e i Beatles avevano acquisito familiarità con il pezzo, che era nella scaletta dei loro concerti dal vivo dal 1962. Nei loro spettacoli live, il brano era cantato da John Lennon, ma poiché fino ad allora – e anche successivamente, con eccezione di Let It Be – Ringo Starr aveva sempre fornito il proprio contributo vocale ad almeno una traccia di ogni album, la voce solista di questo brano fu affidata al batterista.
L'ultimo giorno delle registrazioni per Beatles for Sale, la sessione pomeridiana del 26 ottobre 1964 ad Abbey Road, vide la registrazione del pezzo in cinque prove, l'ultima delle quali fu ritenuta quella migliore.
Nel 1964, per la prima volta Carl Perkins effettuò, assieme a Chuck Berry, un tour in Gran Bretagna. Il giorno prima di tornare in patria, Perkins fu invitato dai quattro Beatles – grandi ammiratori del chitarrista statunitense – agli studi di Abbey Road dove, con sua grande sorpresa, ebbe modo di sentire il gruppo suonare in suo onore tre successi – Honey Don't, Everybody's Trying to Be My Baby e Matchbox – che erano stati ripresi dal suo repertorio.

### Every Little Thing
Scritta da Paul nel periodo in cui abitava a Wimpole Street e dedicata alla sua ragazza Jane Asher, Every Little Thing nasceva, secondo le intenzioni dell'autore, come potenziale singolo, ma lo stesso McCartney si rese conto che la composizione poteva essere al massimo il riempitivo per un album poiché «non aveva quel che ci voleva». Anche questo brano, come Eight Days a Week, venne eccezionalmente cantato da John Lennon anziché, come era usuale, dall'autore della canzone.
Il pezzo, armonicamente piuttosto semplice ma ricco dal punto di vista della suggestione, fu eseguito in studio il 29 settembre, e il quarto e ultimo tentativo della giornata risultò essere il migliore. Tuttavia, il giorno seguente il gruppo incise altri cinque nastri del brano, per lo più falsi tentativi. La versione finale vede le innovative sonorità dei timpani percossi da Ringo Starr.

### I Don't Want to Spoil the Party
È una composizione che ricalca lo stile country & western scritta prevalentemente da Lennon con la collaborazione di McCartney. Il suo testo ruota attorno all'incapacità di mascherare l'infelicità, e per questo motivo John considerò il brano profondamente personale, come confermerebbe anche il sorriso insincero di molte fotografie che riprendevano il Beatle durante la tournée americana.
La registrazione di I Don't Want to Spoil the Party avvenne dapprima in sette prove nella seduta pomeridiana del 29 settembre e in altre dodici in quella serale dello stesso giorno, per un totale di diciannove take delle quali solamente cinque erano complete.

### What You're Doing
La composizione di What You're Doing è principalmente opera di McCartney. Come altri, il brano si ispirava al rapporto sentimentale fra Paul e Jane Asher, ma l'autore non deve essere stato particolarmente soddisfatto della propria creazione, se ebbe a dire in seguito che «Forse la registrazione è migliore della canzone, alcune lo sono. A volte una buona registrazione migliorava la canzone».
Composta il 30 agosto 1964 ad Atlantic City, la sua registrazione risultò più impegnativa rispetto a quanto solitamente impiegato per altri brani. La prima seduta vide i quattro musicisti in studio il 29 settembre, data in cui incisero sette nastri con la base ritmica. Il giorno seguente altri cinque tentativi non portarono a un risultato convincente, e per continuare il lavoro il gruppo si aggiornò al 26 ottobre. In quella data il pezzo andò incontro a un rifacimento che rimane su sette nastri, l'ultimo dei quali risultò essere la versione definitiva. Quella produzione segnò un punto di svolta nel processo produttivo del gruppo in studio. Fu infatti la prima volta che i Beatles intervennero in fase di mixaggio con l'utilizzo per via tecnologica di effetti sonori e di distorsioni. Il critico musicale Ian MacDonald è sul punto più cauto, rilevando che non è possibile sostenere con sicurezza l'avvenuta manipolazione senza una comparazione fra la versione di What You're Doing del settembre e il suo rifacimento del mese successivo.

### Everybody's Trying to Be My Baby
Sempre a causa della penuria di materiale originale che caratterizzò le sessioni dell'album, anche l'ultima traccia dell'album è una cover: si tratta del rifacimento di un brano di Carl Perkins, pubblicato originariamente nel suo album Teen Beat del 1958 (che conteneva Matchbox e Honey Don't, anch'esse poi entrate nel repertorio dei Beatles) e che a sua volta era apparso occasionalmente nei concerti dal vivo dei quattro.
Everybody's Trying to Be My Baby fu registrata in un solo tentativo nel quale si raggiunse la versione desiderata. La linea vocale principale, eseguita da George Harrison, è trattata pesantemente con STEED (Single Tape Echo ed Echo Delay), ossia con effetti eco su singolo nastro unitamente a effetti di eco ritardata.

## Tracce
Testi e musiche di Lennon-McCartney eccetto dove indicato.
Lato A
1. No Reply – 2:14
2. I'm a Loser – 2:30
3. Baby's in Black – 2:04
4. Rock and Roll Music – 2:30 (Chuck Berry)
5. I'll Follow the Sun – 1:47
6. Mr. Moonlight – 2:33 (Roy Lee Johnson)
7. Kansas City/Hey-Hey-Hey-Hey! – 2:31 (Jerry Leiber, Mike Stoller, Little Richard)

Durata totale: 16:09
Lato B
1. Eight Days a Week – 2:42
2. Words of Love – 2:12 (Buddy Holly)
3. Honey Don't – 2:55 (Carl Perkins)
4. Every Little Thing – 2:01
5. I Don't Want to Spoil the Party – 2:32
6. What You're Doing – 2:31
7. Everybody's Trying to Be My Baby – 2:23 (Perkins)

Durata totale: 17:16

## Formazione
- John Lennon - voce, chitarra ritmica, armonica, pianoforte, tamburello
- Paul McCartney - voce, basso, pianoforte, organo Hammond
- George Harrison - chitarra solista, cori; voce in Everybody's Trying to Be My Baby
- Ringo Starr - batteria, tamburello, timpano, bongo; voce in Honey Don't

### Altri musicisti
- George Martin - pianoforte